# Fusillade à l'université arabe de Beyrouth

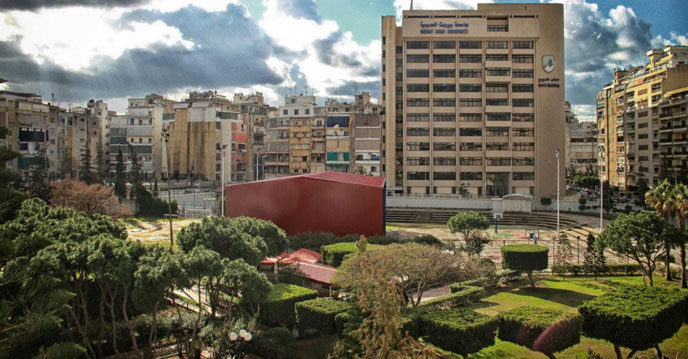
Campus de l'université arabe de Beyrouth avec le Hariri Building, 2016.

La fusillade à l'université arabe de Beyrouth s'est produite le jeudi 25 janvier 2007 sur le campus de l'université arabe de Beyrouth. Ces événements sont la manifestation la plus violente des tensions politiques et communautaires qui ont cours dans les universités libanaises depuis la révolution du Cèdre de 2005.

## Circonstances
Une dispute survenue à l'heure du repas à la cafétéria de l'université arabe, dans le quartier sunnite de Tarik al-Jdideh, dégénère en bataille à coups de bâton, de pierres et d'armes à feu qui se prolonge dans les rues environnantes, faisant au moins 3 morts et 35 blessés. Des partisans de l'opposition se rassemblent pour casser des voitures et brûler des pneus autour du campus. Les médias des différents partis se renvoient la responsabilité de ces désordres tandis que les dirigeants politiques appellent au calme. Cet épisode survient deux jours après une journée de grève générale lancée par l'opposition et où des affrontements avaient fait 3 morts et 176 blessés. Pendant la journée du 25, l'armée doit intervenir en tirant en l'air et évacue les étudiants en camion ; le même jour, une autre école sunnite est attaquée par des émeutiers chiites. Al-Manar, la télévision du Hezbollah, affirme que la fusillade a été déclenchée par les partisans armés de Saad Hariri, chef de parti sunnite et principal soutien du gouvernement de Fouad Siniora. L'opposition réclame la démission de Siniora et des élections anticipées.
Des dizaines de blindés restent dans le quartier pour empêcher tout nouvel incident. Le couvre-feu est levé dès le lendemain et les commerçants ne tardent pas à rouvrir leurs boutiques tandis que l'université arabe et l'Université libanaise suspendent leurs cours jusqu'au lundi 29. Le premier ministre Fouad Siniora déclare : « J'appelle tous les Libanais à refuser toute escalade et à faire preuve de sagesse. Nous voulons vivre ensemble. Il nous faut coopérer pour construire ce pays. (...) Tout ce qui se passe aujourd'hui ne sert que les intérêts de notre ennemi ».
Ces violences éclatent dans un contexte de crise politique marquée par la démission des ministres chiites du Hezbollah et d'Amal le 11 novembre 2006, puis les manifestations des chiites et des partisans de Michel Aoun contre le gouvernement Siniora en décembre. Selon David Schenker, du Washington Institute for Near East Policy, le chef du Hezbollah Hassan Nasrallah a appelé ses partisans au calme et ce sont essentiellement les partisans du mouvement Amal, bien implanté dans les quartiers chiites environnants, qui ont attaqué le campus. L'armée nationale libanaise, aussi bien pendant la grève du 23 janvier que les émeutes du 25 janvier, a fait preuve de mesure et a réussi à circonscrire les violences. La fusillade du 25 janvier survient le même jour que la troisième Conférence internationale des donateurs pour le Liban (Paris III) qui permet de réunir des fonds pour la reconstruction.
Les événements du 25 janvier 2007 sont la manifestation la plus violente des tensions politiques et communautaires qui ont cours dans les universités libanaises depuis la révolution du Cèdre de 2005. L'université Saint-Joseph de Beyrouth, de recrutement chrétien, est souvent présentée par ses étudiants comme la « forteresse de Cheikh Bachir », par référence à Bachir Gemayel, chef des Kataeb maronites et président élu pendant la guerre civile. Les élections universitaires opposent couramment les partisans de l'Alliance du 14-Mars à ceux de l'Alliance du 8-Mars. Aux élections de l'université américaine de Beyrouth, on a vu les étudiants chiites criant « Ali » s'opposer aux étudiants sunnites criant « Omar » par référence aux premiers califes de l'islam. Le communautarisme qui prévaut dans la politique libanaise et les médias tend ainsi à se répandre dans les universités en occultant une tradition de laïcité.